# Шинель (мультфильм)
«Шине́ль» — предстоящий мультфильм в рисованной и перекладочной техникe режиссёра Юрия Норштейна, который он начал снимать в 1981 году. Мультфильм основан на одноимённой повести Николая Гоголя.
К 2004 году было закончено всего 24 минуты мультфильма. Незаконченный мультфильм был показан публично на нескольких выставках, где были представлены работы Норштейна, по всему миру, кадры и клипы из него были включены в несколько документальных фильмов о русской анимации и культуре.
13 марта 2007 года Норштейн заявлял, что первые 30 минут мультфильма вместе с саундтреком и озвучкой будут показаны в кинотеатрах к концу года.
По состоянию на 2025 год мультфильм всё ещё не завершён, что сделало его самым долгосрочным проектом в истории мультипликации.
23-минутный мультфильм получил первую премию на 15-м Международном конкурсе технических фильмов в Монреале.

## Сюжет
Фильм основан на повести Н. В. Гоголя «Шинель».

«Режиссёр не должен быть заинтересован в том, чтобы переносить на экран всё подробно. — Он должен смотреть на то, что упускается из виду, к тому, что подразумевается, но явно не написано. Белые пятна в тексте являются наиболее перспективными, самыми живыми местами для кино».— Юрий Норштейн

## История создания
Сразу после завершения работы над «Сказкой сказок» в 1979 году Норштейн говорил, что следующим проектом для его маленькой студии (команда состояла из него, его жены-художницы Франчески Ярбусовой и его друга-оператора Александра Жуковского) станет 60-минутный фильм, основанный на повести Гоголя «Шинель». Норштейн сказал, что считает «Шинель» настолько же важной частью литературы, как любую из глав Библии.
К 1981 году, когда работа над фильмом началась, Норштейн работал на «Союзмультфильме» в течение 13 лет, участвовал в создании около сорока мультфильмов, снял семь своих картин. Прогресс был медленным, с многочисленными перерывами (по оценкам Норштейна, лишь около трёх лет работы принесли хоть какой-то результат). Норштейн говорит, что в этот период ему помог Виктор Тиняев. В 1986 году только 10 минут фильма были завершены, а Норштейн был уволен из «Союзмультфильма» несмотря на то, что его фильмы собрали множество международных наград, а «Сказка сказок» в 1984 году большой группой международных критиков была признана лучшим анимационным фильмом всех времён.
С помощью Ролана Быкова Норштейн создал анимационную студию у себя дома. В ней он со своей командой продолжил неспешную разработку мультфильма. Финансирование носит спорадический характер и происходит из множества различных источников, включая «Сбербанк» и нефтяную кампанию «TNK». Известно, что Норштейн отказывался от финансирования из некоторых источников. В частности, он отказался принимать деньги от министра культуры РФ Михаила Швыдкого, сказав: «Нельзя брать у тех, кому на тебя наплевать». Он также отказался от помощи Ника Парка, главы компании «Aardman Animations», согласившись принять от них лишь несколько ящиков с лампочками.
Производство было временно приостановлено 17 ноября 1999 года в связи со смертью кинооператора Александра Жуковского. Потеря была для Норштейна чрезвычайно тяжёлой — он был единственным человеком, который разделял его видение и как художник, и как друг. Тем не менее, к 2001 году производство было возобновлено с новым кинематографистом — Максимом Граником, одним из учеников Жуковского, — однако вскоре вновь остановилось, на этот раз на три года. Норштейн полтора года создавал 3-минутную анимацию для начальных титров телепередачи «Спокойной ночи, малыши!» (его заставку сняли с эфира летом 2001 года, когда передача переехала на другой канал). Он также потратил 9 месяцев на 2-минутный эпизод для японского мультфильма «Зимние дни» (фильм по стихотворениям Мацуо Басё состоял из 36 эпизодов различных режиссёров, был выпущен в 2003 году). Норштейн сказал, что этот эпизод потребовал столько же работы, как 10-минутный фильм, и что его работа над ним шла под влиянием «Шинели» (анимация содержит сцену с Басё, ищущим свой плащ).
4 июля 2004 года Норштейн сказал в интервью «Радио Свобода», что на данный момент готово 25 минут «Шинели».
Студия приостановила работу над мультфильмом почти на год, пока Норштейн работал над своим двухтомником «Снег на траве», выпущенным 10 августа 2008 года.
По состоянию на март 2013 года Норштейн всё ещё продолжал работать над мультфильмом. За свой перфекционизм он заслужил прозвище «Золотая улитка». Несмотря на то, что у Норштейна были все шансы уехать из России, он считает, что заканчивать свой фильм в «обстоятельствах полного комфорта» было бы невозможно. «Шинель» смогла побить рекорд «Вора и сапожника» — другого самого долго снимавшегося мультфильма в истории, который неофициально всё же вышел в 2012 году.
В февральском интервью 2014 года Норштейн сказал, что прибыль от продаж его последних книг и лицензионных копий фильмов пойдет в поддержку его нового фильма, однако отказался подтверждать, будет ли это «Шинель». В апреле 2015 года Норштейн сказал в интервью, что большую часть своего времени трудится над созданием «Шинели».

## Съёмочная группа
Норштейн отвечает за сценарий, режиссуру, продюсирование и  анимацию для фильма. Его жена Франческа Ярбусова является главным художником, ответственным за персонажей и фоны. Над фильмом работали и другие художники, такие как Лариса Зеневич, Елена Шарапова и Валентин Ольшванг (который ранее работал с Норштейном над заставкой к программе «Спокойной ночи, малыши!»). Главный оператор проекта Александр Жуковский скончался 17 ноября 1999 года, его ученик, Максим Граник, занял его место в 2001 году. Музыку к мультфильму написал Михаил Меерович.
Ожидается, что в фильме будет минимальное количество диалогов. Норштейн первоначально хотел, чтобы главную роль озвучил Александр Калягин. Однако в дальнейшем он говорил, что его концепция главного героя с тех пор изменилась, и он ещё не уверен, кто будет заниматься озвучкой.

## Технические особенности
Норштейн использует в своей анимации специальную технику, применяя несколько стеклянных панелей, чтобы придать анимации трёхмерный вид. Камера, находящаяся вверху, направлена вниз на ряд стеклянных панелей около метра глубиной (каждая панель занимает 25—30 см). Отдельные стеклянные панели могут перемещаться в горизонтальном направлении, а также в сторону от камеры, чтобы создать эффект перемещения персонажа. Такой тип покадровой анимации называется перекладкой.
Норштейн отказывается от использования компьютерной графики и анимации, заявляя, что даже при просмотре компьютерных мультфильмов ему становится плохо.
Фильм снимается на чёрно-белую плёнку. Из-за закрытия московских лабораторий, которые занимаются обработкой чёрно-белых плёнок для фильмов, команда Норштейна в настоящее время вынуждена заниматься проявлением плёнок самостоятельно.

## Опубликованные отрывки
- Видео на YouTube
- Видео на YouTube
- Видео на YouTube